# Виндфол Сити (Индијана)
Виндфол Сити (енгл. Windfall City) град је у америчкој савезној држави Индијана.

## Демографија
По попису из 2010. године број становника је 708, што је 4 (-0,6%) становника мање него 2000. године.
| Група             | 2000.       | 2010.       |
| Белци             | 701 (98,5%) | 660 (93,2%) |
| Афроамериканци    | 0 (0,0%)    | 2 (0,3%)    |
| Азијати           | 0 (0,0%)    | 2 (0,3%)    |
| Хиспаноамериканци | 7 (1,0%)    | 38 (5,4%)   |
| Укупно            | 712         | 708         |